# Gottfried Niedhart
Gottfried Niedhart (* 22. August 1940 in Görlitz) ist ein deutscher emeritierter Professor für Neuere Geschichte und Autor.

## Leben
Gottfried Niedhart wurde 1969 an der Universität Mannheim mit der Dissertation Großbritannien und die Sowjetunion. 1934–1939. Studien zur britischen Politik der Friedenssicherung zwischen den beiden Weltkriegen promoviert. 1976 habilitierte er sich gleichfalls an der Universität Mannheim mit einer Studie über die britische Weltpolitik im 18. Jahrhundert. Später lehrte und forschte er dort als Professor für neuere Geschichte. Sein Schwerpunkt ist die Geschichte Großbritanniens und die Geschichte der internationalen Beziehungen im 20. Jahrhundert.
In seinem breit gefächerten, sorgfältig dokumentierten Werk Großbritannien und die Sowjetunion. 1934–1939 führte Niedhart den Nachweis, dass der zweifellos vorhandene „Antibolschewistische Affekt“ der konservativen Führungseliten niemals zum Wesensbestandteil britischer Außenpolitik gehörte, auch nicht im Sinne des sowjetischen Vorwurfs einer bewussten Ablenkung der deutschen Aggressivität von Westeuropa gegen die Sowjetunion.

## Schriften (Auswahl)
- Großbritannien und die Sowjetunion. 1934–1939. Studien zur britischen Politik der Friedenssicherung zwischen den beiden Weltkriegen (= Veröffentlichungen des Historischen Instituts der Universität Mannheim. Bd. 2, ZDB-ID 1111086-7). Fink, München 1972 (Zugleich: Mannheim, Universität, Dissertation, 1969).
- Handel und Krieg in der britischen Weltpolitik. 1738–1763 (= Veröffentlichungen des Historischen Instituts der Universität Mannheim. Bd. 7). Fink, München 1979, ISBN 3-7705-1723-7 (Zugleich: Mannheim, Universität, Habilitations-Schrift, 1976: Der Krieg als Mittel der Politik und das Problem des Friedens in England).
- Geschichte Englands im 19. und 20. Jahrhundert (= Geschichte Englands. Bd. 3). Beck, München 1987, ISBN 3-406-32305-7 (Mehrere Auflagen).
- Internationale Beziehungen 1917–1947 (= UTB. Bd. 1552). Schöningh, Paderborn u. a. 1989, ISBN 3-506-99399-2.
- (zusammen mit Heiner Haan): Geschichte Englands vom 16. bis zum 18. Jahrhundert. Beck, München 1993. 2. Aufl. 2002.
- Deutsche Geschichte 1918–1933. Politik in der Weimarer Republik und der Sieg der Rechten. Kohlhammer, Stuttgart u. a. 1994, ISBN 3-17-011453-0 (2., verbesserte und ergänzte Auflage. ebenda 1996, ISBN 3-17-014136-8).
- Die Außenpolitik der Weimarer Republik (= Enzyklopädie deutscher Geschichte. Bd. 53). Oldenbourg, München 1999, ISBN 3-486-55786-6.
- Entspannung in Europa. Die Bundesrepublik Deutschland und der Warschauer Pakt 1966 bis 1975 (= Zeitgeschichte im Gespräch. Bd. 19). Oldenbourg, München 2014, ISBN 978-3-486-72476-9 (Lizenzausgabe; = Bundeszentrale für Politische Bildung. Schriftenreihe. Bd. 1461). bpb Bundeszentrale für Politische Bildung, Bonn 2014, ISBN 978-3-8389-0461-0).
- Durch den Eisernen Vorhang. Die Ära Brandt und das Ende des Kalten Kriegs. wbg, Darmstadt 2019, ISBN 978-3-8062-3998-0.
- Pionier und Außenseiter Gustav Mayer. Deutsch-jüdischer Historiker des Sozialismus. Dietz, Bonn 2023, ISBN 978-3-8012-4257-2.

## Übersetzung
- Jean Bodin: Über den Staat (= Reclams Universal-Bibliothek. Bd. 9812). Auswahl, Übersetzung und Nachwort. Reclam, Stuttgart 1976, ISBN 3-15-009812-2 (Übersetzung von Jean Bodin: Sechs Bücher über den Staat.).